# Eudes le Sénéchal
Pour les articles homonymes, voir Sénéchal (homonymie).

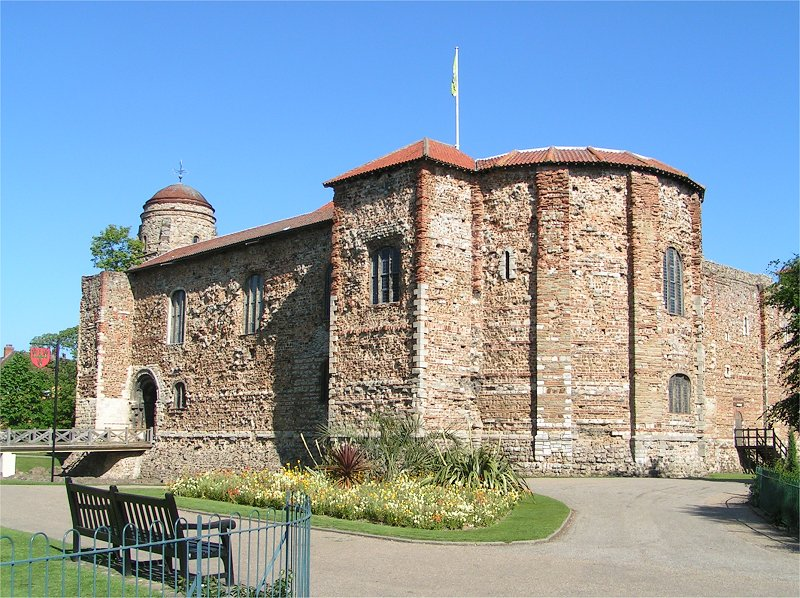
Château de Colchester, datant du XIe siècle

Eudes le Sénéchal (en anglais : Eudo Dapifer) ou Eudes de Ryes, et parfois Eudo FitzHubert († février 1120), lord de Colchester, fut le sénéchal des rois d'Angleterre Guillaume le Conquérant, Guillaume le Roux et Henri Beauclerc.

## Biographie
Il est le fils cadet d'Hubert de Ryes, seigneur dans le Bessin. Eudes escorte avec ses deux frères le duc de Normandie Guillaume le Bâtard (plus tard : le Conquérant) de Ryes jusqu'à Falaise, le sauvant d'un assassinat. Cet épisode assure la faveur ducale sur la carrière d'Eudes. Il reste un proche du duc devenu roi d'Angleterre et, après la mort de Guillaume FitzOsbern en 1071, devient sénéchal (steward en anglais). Il continue de tenir cet office sous les deux successeurs du Conquérant, jusqu'à sa mort en 1120. Il est un personnage important en Angleterre, agissant en tant qu'administrateur, juge et conseiller durant trente ans pour les trois premiers rois normands. Il lève aussi des forces militaires et mène des campagnes. Il assiste Guillaume le Roux durant le siège de Newcastle contre Robert de Montbray en 1095, est témoin du traité militaire avec la Flandre en 1101, et accompagne Henri Ier Beauclerc dans sa campagne contre Robert II de Bellême en 1101. 
Il reçoit de vastes domaines dans une douzaine de comtés, notamment le Cambridgeshire, Bedfordshire, Essex, Hertfordshire et Norfolk. Ces domaines, désignés sous le nom d' « honneur d'Eudo Dapifer », rapportaient au moins 500 £ annuellement. En 1103, il reçoit trois manors très lucratifs confisqués à Guillaume (I) de Mandeville le temps que ce dernier paye son amende reçue pour la négligence dont il a fait preuve dans l'évasion de Ranulf Flambard de la Tour de Londres,. Sa famille et celle des Mandeville sont étroitement liées par le mariage de sa fille Margaret à Guillaume de Mandeville. Il est le fondateur de l'abbaye Saint-Jean de Colchester. La Chronique de l'Abbaye Saint-John de Colchester (Chronicle of St. John's Abbey, Colchester), qui fut écrite par les moines de l'abbaye, contient de nombreuses légendes et inexactitudes sur la famille de Ryes, qui fonda l'abbaye. Il épouse Rohaise (ou Rose) († 1121), une fille de Richard de Bienfaite, issue des ducs de Normandie.
En 1140-1141, afin de s'acheter le soutien de son petit-fils Geoffrey (II) de Mandeville, 1er comte d'Essex, dans la guerre civile qui fait rage en Angleterre, Étienne d'Angleterre puis Mathilde l'Emperesse, son adversaire, lui restaurent les terres de l'honneur d'Eudo toujours dans le domaine royal. Ils lui donnent aussi la charge héréditaire de gardien de la Tour de Londres.
Eudes le Sénéchal meurt sans héritier mâle en février 1120, et son honneur revient à la couronne. 

## Descendance
Il épouse Rohaise (ou Rose) († 1121), une fille de Richard de Bienfaite, issue des ducs de Normandie. Ils ont pour filles :
- Albreda, née en 1050, qui épouse Pierre de Valognes (1050-1107)
- Margaret de Rye, mère de Geoffrey de Mandeville, premier comte d'Essex
- Hélène, épouse de Waldonius Sinclair

### Sources
- J. O. Prestwich, « The Military Household of the Norman Kings », dans The English Historical Review, vol. 96, n°378 (jan. 1981), p. 1-35.
- Nicholas Vincent, « Warin and Henry fitz Gerald, the King's Chamberlains: the Origins of the FitzGeralds Revisited », dans Anglo-Norman Studies 21: Proceedings of the Battle Conference 1998, Éd. Christopher Harper-Bill, Publié par Boydell & Brewer.  (ISBN 0851157459).
- J. H. Round, « The Legend of 'Eudo Dapifer' », dans The English Historical Review, vol. 37, n°145 (1922), p. 1-34.